# Jean-Patrick Beaufreton
Jean-Patrick Beaufreton est un écrivain français né le 6 septembre 1956 à Louviers (France).

## Écriture
Jean-Patrick Beaufreton se partage entre trois formes d'écritures :
- le formateur compose des ouvrages techniques pour Studyrama ;
- le conteur s'attache à partager le fruit de ses recherches légendaires, sous forme de nouvelles pour lesquelles il a reçu plusieurs distinctions ;
- le romancier compose des aventures étoffées où la réalité historique croise le légendaire et l'imaginaire.

S'inspirant en grande partie de sa région natale et des écrivains normands, Jean-Patrick Beaufreton puise dans les contes et légendes, l'histoire, les souvenirs et les anecdotes, etc. Il avoue  l'influence d'Octave Mirbeau et de Guy de Maupassant, auquel le critique Hervé Louis Marie l'a même comparé. Il pratique l'humour et l'ironie autant que la tendresse et la nostalgie.
De forme réaliste, les écrits de Jean-Patrick Beaufreton s'attachent aux lieux et aux actions, laissant le lecteur éprouver les émotions et la psychologie des personnages.
Pour rompre la solitude de l'auteur, il présente plusieurs de ses nouvelles en lecture libre dans le forum Atramenta. Par ailleurs, il a créé à Saint-Nicolas-d'Aliermont un atelier d'écriture où des amateurs partagent leur envie et développent leur pratique.

## Publications

### Livres pédagogiques
- Jean-Patrick Beaufreton, Écrire, j'en suis capable, COS Éditions, 2006 (ISBN 2-916678-00-X).
- Jean-Patrick Beaufreton, Assistant territorial et assistant territorial principal de conservation du patrimoine et des bibliothèques (avec Pierre Maubé), Studyrama, 2018 (ISBN 2759038963).
- Jean-Patrick Beaufreton, Tous les écrits professionnels, Studyrama, 2019 (ISBN 978-2-7590-3998-2)
- Jean-Patrick Beaufreton, Conduire une réunion, dix étapes pour..., Studyrama, 2019 (ISBN 978-2-7590-4074-2).
- Jean-Patrick Beaufreton, Préparation aux épreuves rédactionnelles, Studyrama, 2021 (ISBN 978-2-7590-4799-4).

### Contes et légendes
- Jean-Patrick Beaufreton (préf. Philippe Delerm,), La Seine normande, promenades, légendes et visites, Alan Sutton, 2001 (ISBN 9-782842-536473).
- Jean-Patrick Beaufreton (préf. Jean-Louis Debré, président de l'Assemblée nationale, maire,), Évreux, mémoire en images, Alan Sutton, 2004 (ISBN 2-84910-036-6).
- Jean-Patrick Beaufreton, La vie dans l'Eure : Évreux et son arrondissement, t. 1, Les éditions des Falaises, 2009 (ISBN 978-2-84811-097-4).
- Jean-Patrick Beaufreton, Tous contes faits, La Piterne, 2017 (ISBN 979-1-0944-7896-7).
- Jean-Patrick Beaufreton, L'épopée de Robert le Diable, La Piterne, 2019 (ISBN 978-23-78670-30-6).
- Jean-Patrick Beaufreton, Le légendier du pays de Caux, La Piterne, 2019 (ISBN 978-23-78670-40-5).

### Romans et nouvelles
- Jean-Patrick Beaufreton, Le puits de l'octroi, Pichou à Louviers, La Piterne, 2005 (ISBN 2-9523395-0-3).
- Jean-Patrick Beaufreton, S'aider ou crever, La Piterne, 2016 (ISBN 9791094478806).
- Jean-Patrick Beaufreton, Posez vos pieds vagabonds sur le seuil d'un ami, Atramenta, 2017 (ISBN 978-952-340-015-3).
- Jean-Patrick Beaufreton, Amour en dérive, La Piterne, 2017 (ISBN 9791094478936).
- Jean-Patrick Beaufreton, Ainsi va la vie, Les éditions du Net, 2018 (ISBN 978-2-312-06026-2).
- Jean-Patrick Beaufreton, Braves ancien-ne-s, La Piterne, 2018 (ISBN 978-2-3786-7005-4).
- Jean-Patrick Beaufreton, Père et mers, Les éditions du Net, 2018 (ISBN 978-2-312-06028-6).
- Jean-Patrick Beaufreton, Le bel âge, La Piterne, 2021 (ISBN 978-2-3786-7082-5).

### Ouvrages collectifs
- Jean-Patrick Beaufreton, À la recherche des trésors de plage, Éditions du Traict, 2014 (ISBN 979-10-90326-25-5).
- Jean-Patrick Beaufreton (ill. Franck Ayroles), Mamans, Geste éditions, 2016 (ISBN 978-2-84561-725-4).
- Jean-Patrick Beaufreton, Concours de nouvelles inédites, Carrouges 2016, Anim'Carrouges, 2016 (ISBN 9-782952-970532).
- Jean-Patrick Beaufreton, Au fil du canal – Nouvelles de Malestroit, Stéphane Batigne Éditeur, 2017 (ISBN 979-10-90887-54-1).

## Prix et distinctions
- 2016 : premier prix à Tourpes en activité (Belgique) avec L'expédition du père Michel.
- 2014 : 6e salon du livre de Mesquer, thème : À la recherche des trésors de plage - La nouvelle Inoubliable est sélectionnée parmi les lauréates.